# Koktal
Koktal är en ort i Kazakstan. Den ligger i oblystet Almaty, i den sydöstra delen av landet, 700 km söder om huvudstaden Astana. Koktal ligger 359 meter över havet och antalet invånare är 1 247.
Terrängen runt Koktal är mycket platt.  Trakten runt Koktal är nära nog obefolkad, med mindre än två invånare per kvadratkilometer. Det finns inga andra samhällen i närheten. Trakten runt Koktal består i huvudsak av gräsmarker.